# Museu del Còmic dels Països Baixos
El Museu del Còmic dels Països Baixos és un museu que es troba a la ciutat de Groningen (Països Baixos). Va ser inaugurat el 21 d'abril del 2004 per Jacques Wallage, l'alcalde en aquell moment. El museu es dedica als còmics en general i especialment als còmics neerlandesos. Cada any té entre 30.000 i 40.000 visitants.
En aquest moment el museu es troba al seu lloc d'origen, al Westerhaven, però després de la creació del Fòrum de Groningen, el museu s'hi mudarà.

## Còmics
Al museu es troben entre d'altres els còmics següents:
- Agent 327
- Ànec Donald
- Appie Happie
- Avatar
- Barbaraal
- Beestjes
- Bob Esponja
- Dip & Dap
- DirkJan
- Dora l'exploradora
- Eric de Noorman
- F.C. Knudde
- Gr'nn
- Jan, Jans en de kinderen
- Ollie B. Bommel
- Paulus de boskabouter
- Pipo de Clown
- Sigmund
- Suske en Wiske
- Tintín
- Woutertje Pieterse